# Sachsen-Coburg-Saalfeld
Sachsen-Coburg-Saalfeld var ett ernestinskt hertigdöme i Tysk-romerska riket 1735-1826.

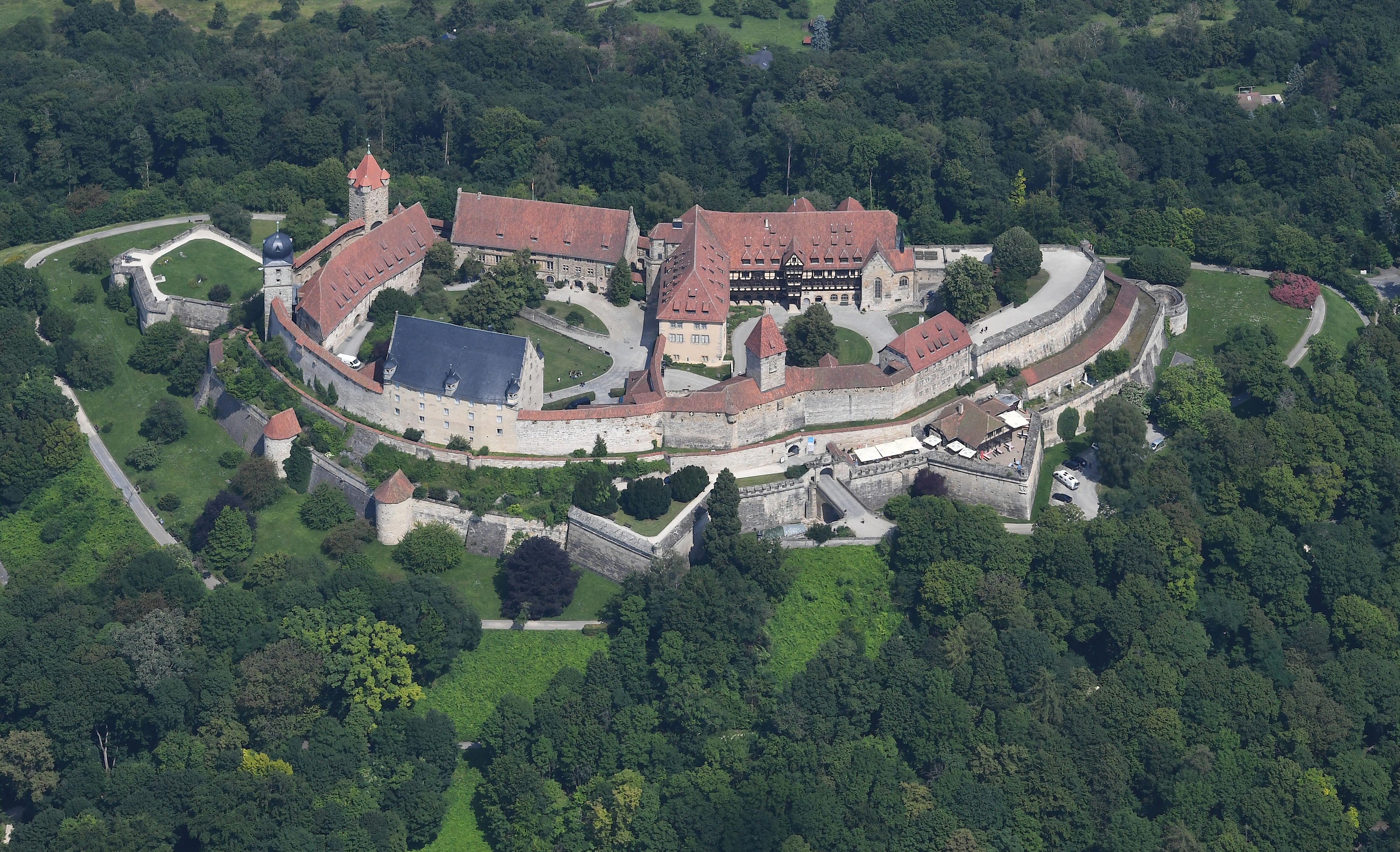
Veste Coburg, residens för hertigarna av Sachsen-Coburg-Saalfeld från 1764.

Hertig Albrekt V av Sachsen-Coburg dog 1699, och Sachsen-Coburg kom efter en lång arvstvist 1721 till Ernst den frommes yngste son Johan Ernst i Saalfeld, vars ättlingar antog 1735 titeln hertig av Sachsen-Coburg-Saalfeld. 1746 infördes också där primogenitur. Hertig Ernst införde 1821 en konstitutionell författning. 
När Fredrik IV avled 1825 utslocknade linjen Sachsen-Gotha-Altenburg, vilket ledde till en omorganisering av de ernestinska hertigdömena. Området kring Altenburg blev ett nytt hertigdöme under hertig Fredrik av Sachsen-Hildburghausen, medan området kring Gotha tillföll hertig Ernst av Sachsen-Coburg-Saalfeld, som i gengäld avstod Saalfeld och Themar till Sachsen-Meiningen. Därigenom uppstod det nya hertigdömet Sachsen-Coburg-Gotha.

## Hertigar av Sachsen-Coburg-Saalfeld
- Johan Ernst (1675-1729)
- Christian Ernst (1729-1745)
- Frans Josias (1745-1764)
- Ernst Fredrik (1764-1800)
- Frans Fredrik (1800-1806)
- Ernst Anton Karl Ludwig (1806-1825)